# Secretaria para a Economia
A Secretaria para a Economia é um dicastério da Cúria Romana comissionado pelo Papa Francisco para harmonizar as políticas de controle sobre a gestão econômica da Santa Sé e da Cidade do Vaticano.

## Instituição
Com a carta apostólica em forma de motu proprio de 24 de fevereiro de 2014 Fidelis dispensator et prudens, o Papa Francisco instituiu o Conselho para a Economia, a Secretaria para a Economia e o Auditor Geral.
A Secretaria procede com o controle e fiscalização das entidades sob a tutela do Conselho, "bem como das políticas e procedimentos relativos às compras e à afetação adequada dos recursos humanos, de acordo com as competências específicas de cada entidade"; é obrigada a elaborar o orçamento detalhado da Santa Sé e do Estado da Cidade do Vaticano e se reporta diretamente ao Papa.
É presidida por um cardeal prefeito, que colabora com o Cardeal Secretário de Estado e que é coadjuvado por um prelado secretário geral. O prefeito é "responsável pela elaboração dos Estatutos definitivos do Conselho para a Economia, da Secretaria para a Economia e do cargo do Auditor Geral." Este último realiza auditorias nas entidades controladas pelo Conselho.
O motu proprio não altera as atribuições da Administração do Patrimônio da Sé Apostólica ou da AIF.
Com uma carta apostólica em forma de motu proprio de 8 de julho de 2014, o Papa Francisco determinou a transferência para a Secretaria para a Economia das competências que, até então, estavam nas mãos da Seção Ordinária da Administração do Patrimônio da Sé Apostólica..
Em 22 de fevereiro de 2015, foram aprovados os Estatutos do Conselho da Economia, da Secretaria da Economia e do Auditor Geral..
Em 20 de maio de 2020, o Centro de Processamento de Dados, que estava vinculado à Administração do Patrimônio da Sé Apostólica passou a ser vinculada a Secretaria para a Economia, "visando garantir uma organização mais racional da informação econômica e financeira da Santa Sé e de informatizar os respectivos modelos e procedimentos, de forma a garantir a simplificação das atividades e a eficácia dos controles, visto que são essenciais pelo bom funcionamento dos Órgãos da Cúria Romana".

## Prefeitos
|           | Nome                              | Período     | Notas            |
| Prefeitos | Prefeitos                         | Prefeitos   | Prefeitos        |
| --------- | --------------------------------- | ----------- | ---------------- |
| 3º        | Maximino Caballero Ledo           | 2022-       | Atual            |
| 2º        | Juan Antonio Guerrero Alves, S.J. | 2019-2022   | Prefeito emérito |
| 1º        | George Pell                       | 2014 - 2019 |                  |